# Echinisca schauinslandi
Echinisca schauinslandi är en kräftdjursart som först beskrevs av Sars 1904.  Echinisca schauinslandi ingår i släktet Echinisca och familjen Macrothricidae. Inga underarter finns listade i Catalogue of Life.